# István Kovács (brottare)
István Kovács, född den 27 juni 1950 i Nádudvar, Ungern, är en ungersk brottare som tog OS-brons i mellanviktsbrottning i fristilsklassen 1980 i Moskva. 